# 灤陽県
灤陽県（らんよう-けん）は中華人民共和国河北省にかつて存在した県。現在の唐山市遷西県北西部に相当する。
1197年（承安2年）、金朝により設置された。明朝が成立すると洪武初年に廃止されている。